# Velyki Soročynci
Velyki Soročynci je ukrajinská vesnice, ležící na řece Psel 26 km severovýchodně od Myrhorodu. Je sídlem stejnojmenného selsovětu v Poltavské oblasti a žije v ní přibližně 4 100 obyvatel.
První písemná zmínka o Soročyncích pochází ze dvacátých let 17. století, roku 1648 zde vznikla kozácká Soročynská sotňa. V roce 1906 proběhlo v Soročyncích povstání rolníků proti carskému režimu, jehož potlačení vylíčil Vladimír Galaktionovič Korolenko ve spise Soročynská tragédie. V letech 1925 až 1931 se vesnice jmenovala Neronovyči na počest bolševického vojenského komisaře Jevhena Neronovyče, který zde byl v roce 1918 popraven ukrajinskými nacionalisty.
V roce 1809 se tu narodil spisovatel Nikolaj Vasiljevič Gogol, který má v obci pomník a muzeum. Nachází se zde dílna lidových řemesel Poltavčanka založená v roce 1923 a Spaso-preobraženská cerkev ve stylu ukrajinského baroka. Vyhlášený je Soročynský jarmark, který se koná každoročně v druhé polovině srpna a v roce 1999 se stal národním trhem. Gogol o něm napsal povídku Soročinský jarmark, která se stala předlohou stejnojmenné komické opery Modesta Petroviče Musorgského.